# 서울아산병원
서울아산병원(영어: Asan Medical Center) 줄여서 AMC는 HD현대그룹 소속의 대한민국의 상급종합병원이다. 정주영이 설립하였으며, 총 2,715 병상을 보유하고 있다. 49개 진료과, 33개 전문센터, 6개의 전문 클리닉 및 암병원, 심장병원, 어린이병원을 운영하고 있다.

## 역사
현대그룹의 창업주인 정주영은 1977년 '아산사회복지재단'을 출범시킨 뒤 대한민국의 농촌, 어촌 등 의료 취약 지역에 병원을 지어왔다. 그러던 중 정주영은 운영 중인 병원들의 상위 병원 역할을 하면서, 대한민국의 의학 발전을 선도해, 세계 최고의 의료 수준을 보유할 병원을 만들겠다는 목표를 세운다. 그리하여 1989년 6월 23일 상위 병원의 역할을 강조한 '중앙'이라는 단어를 넣은 '서울중앙병원'이라는 이름으로 개원한다. 개원 당시 병상 규모는 1,100개였다. 당시 서울대학교병원의 내과 과장이었던 이문호와 고려대학교 구로병원 원장이었던 민병철을 초청해 병원 운영의 전권을 주었다. 이들은 각각 초대 병원장과 2대 병원장을 맡게 된다. 이들은 대한민국과 국외에서 활동 중인 실력 있는 의사들을 찾아 의사진을 구성하였다. 이후 넓은 부지를 활용해 동관과 신관을 증축하면서 병상은 2,680개까지 늘고, 의사 수도 2013년 기준으로 1,600여 명에 달하게 된다.

## 연혁과 주요 기관
- 연혁
  - 1989년 6월 23일 서울중앙병원으로 개원
  - 1990년 생명과학연구소 개소
  - 2002년 서울아산병원으로 명칭 변경

- 주요 기관
  - 서울아산병원 암병원 : 서관 1층에 위치한 서울아산병원 암병원은 2003년 12월 암센터로 개소, 2014년 9월 암병원으로 개원되었다.
  - 서울아산병원 심장병원 : 동관 1층에 위치한 서울아산병원 심장병원은 2006년 심장병센터로 개소, 2009년 11월 심장병원으로 개원되었다.
  - 서울아산병원 어린이병원 : 신관 1층에 위치한 서울아산병원 어린이병원은 2009년 소아청소년병원으로 개원, 2014년 어린이병원으로 개칭되었다.

## 사진

갤러리